# Emile Capouya
Emile Capouya (* 13. August 1925 in Manhattan, New York; † 13. Oktober 2005 in East Meredith, NY) war ein US-amerikanischer Essayist, Kritiker und Publizist sowie Autor.

## Leben
Capouya studierte an der New Yorker Columbia University und begann seine Karriere bei "New Directions" in New York. 1969 bis 1981 war er der  Herausgeber der "Nation" und veröffentlichte nebenbei Artikel und Berichte in "The New American Review", "The New York Times" und "The Saturday Review". Emile Capouya publizierte solche bekannten Autoren wie Ezra Pound, Tennessee Williams, Jean-Paul Sartre und James Joyce.
Erst im Jahre 1993 veröffentlichte er seine erste Erzählreihe "In the Sparrow Hills", ein autobiographischer Roman mit Erinnerungen an seinen Einsatz in der Handelsmarine im Zweiten Weltkrieg. Die Erzählung wurde mit dem "Sue Kaufman Prize of the American Academy" und dem "Institute of Arts and Letters" ausgezeichnet. 2003 veröffentlichte er seine Novelle "The Rising of the Moon".
1968 heiratete er seine zweite Frau Keitha Capouya, eine Publizistin für literarische Fiktionen. Keitha war Gründerin von "New Amsterdam Books".